# Élections législatives de 2022 aux îles Féroé
Les élections législatives de 2022 aux îles Féroé ont lieu le 8 décembre 2022 afin d'élire les 33 membres du Løgting pour un mandat de quatre ans.
Les élections sont convoquées de manière anticipée un an avant la date prévue à la suite de la perte par le gouvernement du Premier ministre Bárður á Steig Nielsen de sa majorité. Confronté aux propos homophobes de son ministre des affaires étrangères, Jenis av Rana, tenus au cours de la campagne pour les élections législatives danoises de novembre 2022, le Premier ministre renvoie celui-ci. Ce dernier retire en conséquence au gouvernement le soutien du Parti du centre, qu'il dirige, provoquant la tenue du scrutin.
Le scrutin voit le recul du Parti du peuple, qui perd sa première place au profit du Parti social-démocrate dirigé par Aksel V. Johannesen, le reste du Løgting restant essentiellement inchangé. Johannesen forme quelques jours plus tard un gouvernement de coalition avec les partis République et Progrès. 

## Contexte
Les élections d'août 2019 donnent lieu à une alternance. La coalition du gouvernement sortant, menée par le Parti social-démocrate et allant de la gauche au centre-droit, perd sa très courte majorité absolue. Les Partis de l'Union, du Peuple et du Centre forment un gouvernement de coalition, conduisant le Premier ministre social-démocrate Aksel V. Johannesen à céder la place au dirigeant du Parti de l'Union, Bárður á Steig Nielsen, le 16 septembre 2019.
Courant octobre 2022, au cours de la campagne pour les élections législatives danoises, le ministre des affaires étrangères des Îles Féroé Jenis av Rana — à la tête du Parti du centre — provoque la polémique en raison de propos homophobes. Au cours d'une émission de radio, le ministre déclare en effet ne pas pouvoir soutenir le dirigeant du Parti populaire conservateur, Søren Pape Poulsen, en raison de son homosexualité. Il déclare ainsi que « Le fait de vivre en tant que soi-disant homosexuel est contraire à la loi fondamentale que moi, mon parti et je pense les îles Féroé suivent ». Jenis av Rana s'était auparavant fait remarquer pour son opposition à un projet du gouvernement féroïen d'établir l'égalité des droits des mères lesbiennes dans l’état civil en reconnaissant leur statut de parents de leur enfant et la possibilité d'utiliser un nom de famille composé.
Les propos homophobes du ministre provoquent l'indignation et conduisent chez l'opposition à des appels au vote d'une motion de censure. Le 8 novembre, le Premier ministre Bárður á Steig Nielsen réagit en démettant Jenis av Rana de ses fonctions. En réponse, ce dernier annonce le retrait du Parti du centre de la coalition gouvernementale. Face à la perte de sa majorité absolue au Løgting, le Premier ministre entreprend des consultations avec les différents chefs de partis puis, le lendemain 9 novembre, annonce la convocation d'élections anticipées pour le 8 décembre,.

## Système électoral
Le Løgting est le parlement monocaméral des Îles Féroé, pays constitutif du royaume de Danemark. Il comprend 33 sièges pourvus pour quatre ans au scrutin proportionnel plurinominal de liste dans une circonscription électorale unique. Après décompte des voix, les sièges sont répartis selon la méthode d'Hondt à tous les partis ayant franchi le seuil électoral d'un trentième des suffrages exprimés, soit environ 3,03 %,,.

## Partis en présence
| Parti | Parti                                        | Idéologie     | Idéologie                              | Chef de file           | Résultats en 2019          |
| ----- | -------------------------------------------- | ------------- | -------------------------------------- | ---------------------- | -------------------------- |
|       | Parti du peuple (A) Fólkaflokkurin           | Centre droit  | Indépendantisme, libéral-conservatisme | Beinir Johannesen      | 24,54 % des voix 8 députés |
|       | Parti social-démocrate (C) Javnaðarflokkurin | Centre gauche | Unionisme, social-démocratie           | Aksel V. Johannesen    | 22,14 % des voix 7 députés |
|       | Parti de l'union (B) Sambandsflokkurin       | Centre droit  | Unionisme, libéralisme                 | Bárður á Steig Nielsen | 20,35 % des voix 7 députés |
|       | République (E) Tjóðveldi                     | Centre gauche | Indépendantisme, social-démocratie     | Høgni Hoydal           | 18,14 % des voix 6 députés |
|       | Parti du centre (H) Miðflokkurin             | Centre droit  | Régionalisme, démocratie chrétienne    | Jenis av Rana          | 5,37 % des voix 2 députés  |
|       | Progrès (F) Framsókn                         | Centre        | Indépendantisme, social-libéralisme    | Poul Michelsen         | 4,61 % des voix 2 députés  |
|       | Autogouvernement (D) Sjálvstýri              | Centre        | Indépendantisme, social-libéralisme    | Jógvan Skorheim        | 3,42 % des voix 1 député   |

## Résultats
|                          |                            |        |       |      |        |               |  |  |  |  |  |  |  |  |
| Parti                    | Parti                      | Voix   | %     | +/-  | Sièges | +/-           |  |  |  |  |  |  |  |  |
|                          | Parti social-démocrate (C) | 9 094  | 26,58 | 4,44 | 9      | 2             |  |  |  |  |  |  |  |  |
|                          | Parti de l'union (B)       | 6 834  | 19,98 | 0,37 | 7      | en stagnation |  |  |  |  |  |  |  |  |
|                          | Parti du peuple (A)        | 6 473  | 18,92 | 5,62 | 6      | 2             |  |  |  |  |  |  |  |  |
|                          | République (E)             | 6 057  | 17,71 | 0,63 | 6      | en stagnation |  |  |  |  |  |  |  |  |
|                          | Progrès (F)                | 2 571  | 7,52  | 2,91 | 3      | 1             |  |  |  |  |  |  |  |  |
|                          | Parti du centre (H)        | 2 242  | 6,55  | 1,18 | 2      | en stagnation |  |  |  |  |  |  |  |  |
|                          | Autogouvernement (D)       | 938    | 2,74  | 0,68 | 0      | 1             |  |  |  |  |  |  |  |  |
|                          |                            |        |       |      |        |               |  |  |  |  |  |  |  |  |
| Votes valides            | Votes valides              | 34 209 | 99,57 |      |        |               |  |  |  |  |  |  |  |  |
| Votes blancs             | Votes blancs               | 95     | 0,28  |      |        |               |  |  |  |  |  |  |  |  |
| Votes invalides          | Votes invalides            | 52     | 0,15  |      |        |               |  |  |  |  |  |  |  |  |
| Total                    | Total                      | 34 356 | 100   | –    | 33     | en stagnation |  |  |  |  |  |  |  |  |
| Abstention               | Abstention                 | 4 664  | 11,95 |      |        |               |  |  |  |  |  |  |  |  |
| Inscrits / participation | Inscrits / participation   | 39 020 | 88,05 |      |        |               |  |  |  |  |  |  |  |  |

## Analyse
À l'issue d'une campagne focalisée sur l'inflation dans le contexte de la crise énergétique mondiale, le Parti social-démocrate dirigé par Aksel V. Johannesen progresse en tête au détriment du Parti du peuple, tandis que le Parti de l'union du Premier ministre Bárður á Steig Nielsen stagne en deuxième place. Bien qu'à l'origine de la tenue anticipée du scrutin, le Parti du centre de Jenis av Rana n'est pas affecté dans les urnes par la polémique, le parti bénéficiant d'une légère progression en voix et d'un nombre de sièges identique à celui de 2019,. À l'inverse, le parti Autogouvernement devient extra-parlementaire pour la première fois depuis 1946.
Le 22 décembre, Johannesen est nommé Premier ministre et forme un gouvernement de coalition avec les partis République et Progrès.